# Przemysław Waingertner
Przemysław Andrzej Waingertner (ur. 5 lutego 1969 w Łodzi, zm. 31 stycznia 2024 tamże) – polski historyk, publicysta, profesor nauk humanistycznych.

## Życiorys
Absolwent XXI Liceum Ogólnokształcącego im. Bolesława Prusa w Łodzi. Laureat LXI Olimpiady Historycznej w 1987/1988 roku. W 1992 ukończył studia historyczne na Uniwersytecie Łódzkim. Tam w 1997 obronił pracę doktorską „Naprawa” (1926–1939). Studium z dziejów obozu pomajowego napisaną pod kierunkiem Pawła Samusia, w 2007 uzyskał na podstawie pracy Ruch zetowy w Drugiej Rzeczypospolitej. Studium myśli politycznej stopień doktora habilitowanego nauk humanistycznych w zakresie historii. W 2019 prezydent Andrzej Duda nadał mu tytuł profesora nauk humanistycznych.
Był pracownikiem Instytutu Historii Uniwersytetu Łódzkiego. Zajmował się problematyką życia politycznego II Rzeczypospolitej, historii i myśli wolnomularstwa oraz funkcjonowania mitu i stereotypu w dziejach. Był także publicystą. Był członkiem Akademickiego Klubu Obywatelskiego im. Prezydenta Lecha Kaczyńskiego w Łodzi oraz członkiem rady programowej Fundacji im. Janusza Kurtyki. W 2015 został honorowym członkiem Stowarzyszenia Studenci dla Rzeczypospolitej.
5 lutego 2024 został pochowany na cmentarzu Doły w Łodzi.

## Wybrane publikacje
- Wolnomularstwo Drugiej Rzeczypospolitej w oczach współczesnych (1999, ISBN 83-907031-6-5)
- „Naprawa” (1926–1939). Z dziejów obozu pomajowego (Łódź: 1999, ISBN 83-86951-58-3)
- Widziane z prowincji (współautor, 2001)
- Żelazna Karpacka. II Brygada Legionów Polskich w fotografii (2003, ISBN 83-88679-27-9)
- Ruch zetowy w Drugiej Rzeczypospolitej. Studium myśli politycznej (rozprawa habilitacyjna, 2006, ISBN 83-7171-990-6)
- Komunizm w Rosji i jego polskie interpretacje (współautor, 2006, ISBN 83-88679-49-X)
- Prezydenci miasta Łodzi (współautor, Łódź 2008, ISBN 83-87749-86-9)
- Ostatni lodzermensch Robert Geyer 1888–1939 (Wydawnictwo Uniwersytetu Łódzkiego, Łódź 2014, ISBN 978-83-7969-423-5)
- Włodarze województwa łódzkiego (Księży Młyn Dom Wydawniczy, Łódź 2014 ISBN 978-83-7729-230-3)
- Konspiracja trzech pokoleń. Związek Młodzieży Polskiej „Zet” i ruch zetowy (1886–1996), Wydawnictwo Uniwersytetu Łódzkiego, Łódź 2017, ISBN 978-83-8088-746-6
- Polska i Polacy w latach II wojny światowej = Poland and Poles during World War II, Wydawnictwo Sejmowe, Warszawa 2019, ISBN 978-83-7666-608-2
- Czwarta stolica. Kiedy Łódź rządziła Polską (1945–1949), Wydawnictwo Uniwersytetu Łódzkiego, Łódź 2019, ISBN 978-83-8142-753-1
- Międzymorze – wizja, iluzja czy… racja stanu? Z dziejów polskiej myśli i praktyki politycznej, Wydawnictwo Uniwersytetu Łódzkiego, Łódź 2022, ISBN 978-83-8331-090-9

## Odznaczenia i wyróżnienia
- 2020 Srebrny Krzyż Zasługi[11];
- 2018 nagroda honorowa „Świadek Historii”, przyznana przez Instytut Pamięci Narodowej[12];
- 2023 Honorowy Medal 600-lecia Miasta Łodzi „za działania na rzecz rozwoju Łodzi przyznawane z okazji 600-lecia Miasta” (2023)[13].